# Усманов, Шамиль Хайруллович
Шамиль Хайруллович Усманов (тат. Шамил Хәйрулла улы Усманов, 26 декабря 1898, Татарская Пенделка, Саратовская губерния — 3 декабря 1937, Казань) — татарский советский писатель, драматург и политический деятель.

## Биография
Абдулла Усманов родился в семье учителя. Начальное образование получил в Астрахани, затем учился в оренбургском медресе «Хусаиния», в 1911—1914 годах — в Оренбургском ремесленном училище. До 1917 года работал слесарем на суконных фабриках Акчуриных оборонного значения в Старотимошкино и Гурьевке Симбирской губернии. Играл в татарском драматическом коллективе при рабочем клубе фабрики Акчуриных.
В марте 1917 года вступил в партию большевиков. В июне направлен для большевистской агитации расположенного в Сызрани 119-го запасного пехотного полка. Избран секретарём Сызранского гарнизонного комитета. В ноябре 1917 года, участвуя в качестве делегата в работе II Казанского Окружного съезда делегатов солдатских Советов, получил полномочия комиссара по формированию частей Красной Армии в Сызрани. В мае 1918 года мусульманский батальон в количестве 500 штыков (командир К. Хайруллин, комиссар Ш. Усманов) направлен на Восточный фронт. Объединившись в Оренбурге с добровольцами из числа военнопленных венгров, немцев и поляков, часть, получившая название III Интернационального легиона (командир — поляк Белевич, комиссар — Ш. Усманов), отличилась в боях под Переволоцким и Орском. Проделав путь от Актюбинска до Оренбурга, легион 22 января 1919 года освободил город от войск Дутова.
В январе 1919 года Центральная мусульманская военная коллегия приняла решение о создании в Казани, Самаре и других поволжских городах мусульманских военных частей. Инициатива Шамиля Усманова о формировании мусульманского полка на базе интернационального легиона не была поддержана Реввоенсоветом I Армии. 10 марта 1919 года Республиканский Военно-революционный комитет принял решение о формировании Первой отдельной Приволжской татарской стрелковой бригады со штабом в доме Свешникова и утвердил Шамиля Усманова политкомиссаром бригады.
По завершении работы по формированию подразделения, Ш. Х. Усманов в октябре 1919 года назначен начальником политотдела Центральной мусульманской военной коллегии; курировал деятельность печатного органа Военной коллегии — газеты «Кызыл Армия», публиковал статьи о проблемах создания Татарской республики. Ш.Усманов выступил с основным докладом на совещании ответственных работников — коммунистов-мусульман, состоявшемся в Казани 12-13 октября 1919, результатом которого было решение об учреждении самостоятельной Татарской республики. После выхода 27 мая 1920 года Декрета ВЦИК об образовании Татарской АССР назначен секретарём Временного революционного комитета республики, основной целью которого являлся созыв Учредительного съезда советов Татарской республики. На I областной конференции коммунистов Татарской республики 26-29 июля выступил с докладом, в котором подчёркивал необходимость обеспечения явки не менее чем 50 % делегатов-татар.
Шовинистически настроенный Казанский губернский комитет, напуганный самостоятельными шагами руководства Временного ревкома, добился отстранения Ш. Усманова, И. Казакова и И. Фирдевса от работы. Усманов мобилизован и отправлен в распоряжение Военно-революционного совета Туркестанского фронта. После окончания военных действий назначен начальником политчасти военных курсов Института Востоковедения в Ташкенте.
В марте 1922 года вернулся в Казань, служил начальником политотдела пехотных командных курсов, затем — комиссаром Объединённой татаро-башкирской военной школы. В 1925 году назначен инспектором национальных военных учебных заведений Красной Армии в Москве. Демобилизован в 1927 году.
Работая начальником татарского Управления зрелищными предприятиями, реализовал идею о радиофикации Татарии. Возглавил строительство в Казани широковещательной радиостанции. 7 ноября 1927 года татарское радио голосом Шамиля Усманова произнесло свои первые слова: «Казан сөйли!» — «Говорит Казань!» и поздравило радиослушателей с десятилетием Октября.
Участвовал в работе III Пленума Всесоюзного Центрального Комитета нового тюркского алфавита (ВЦК НТА) в 1925 году (Казань), выступая за латинизацию татарского языка, замену арабской письменности яналифом. После переезда в Москву в конце 1929 присоединяется к коллективу писателей и художников Татарстана (М.Джалиль, К.Наджми и др.). В 1930 избран ответственным секретарём Московского областного комитета эсперантистов. Московский адрес Ш. Усманова (ул. Гаврикова, д.3/1, кв.55) становится адресом международной корреспонденции эсперантистов. Состоял членом международной ассоциации революционных писателей-эсперантистов, участвовал в 1933 году в издании брошюры со сборником мнений об эсперанто делегатов Всесоюзного съезда писателей, в выпуске пособий по изучению международного языка.
С 1934 года член СП СССР.
Арестован 8 апреля 1937 года. Приговорён: обв.:ст. 58-8, 58-11. («участник националистической султангалеевской организации»). Умер 3 декабря 1937 года в Казани, в кабинете заместителя наркома внутренних дел ТАССР, во время допроса от «паралича сердца». Реабилитирован 30 декабря 1955 года.

## Литературное творчество
Печататься начал в 1920-е годы. Драматические события революции и гражданской войны изображены в пьесе Усманова «В кровавые дни», написанной под впечатлением от событий, связанных с боями за Оренбург.
Дилогия Усманова «Под красным знаменем» («Кызыл байрак астында», 1923) и «Путь легиона» («Легион юлы», 1928—1935), а также фантастическая повесть «Радио с Памира» («Памирдан радио», 1925) и другие произведения стали заметным событием литературной жизни Татарстана 1920—1930-х гг. Первая часть дилогии «Под красным знаменем» была начата в 1921 г. Один из своих рассказов «Смерть подпоручика Данилова» Шамиль послал М. Горькому, с которым позже, в 1928 году, встретился в Казани.

## Память

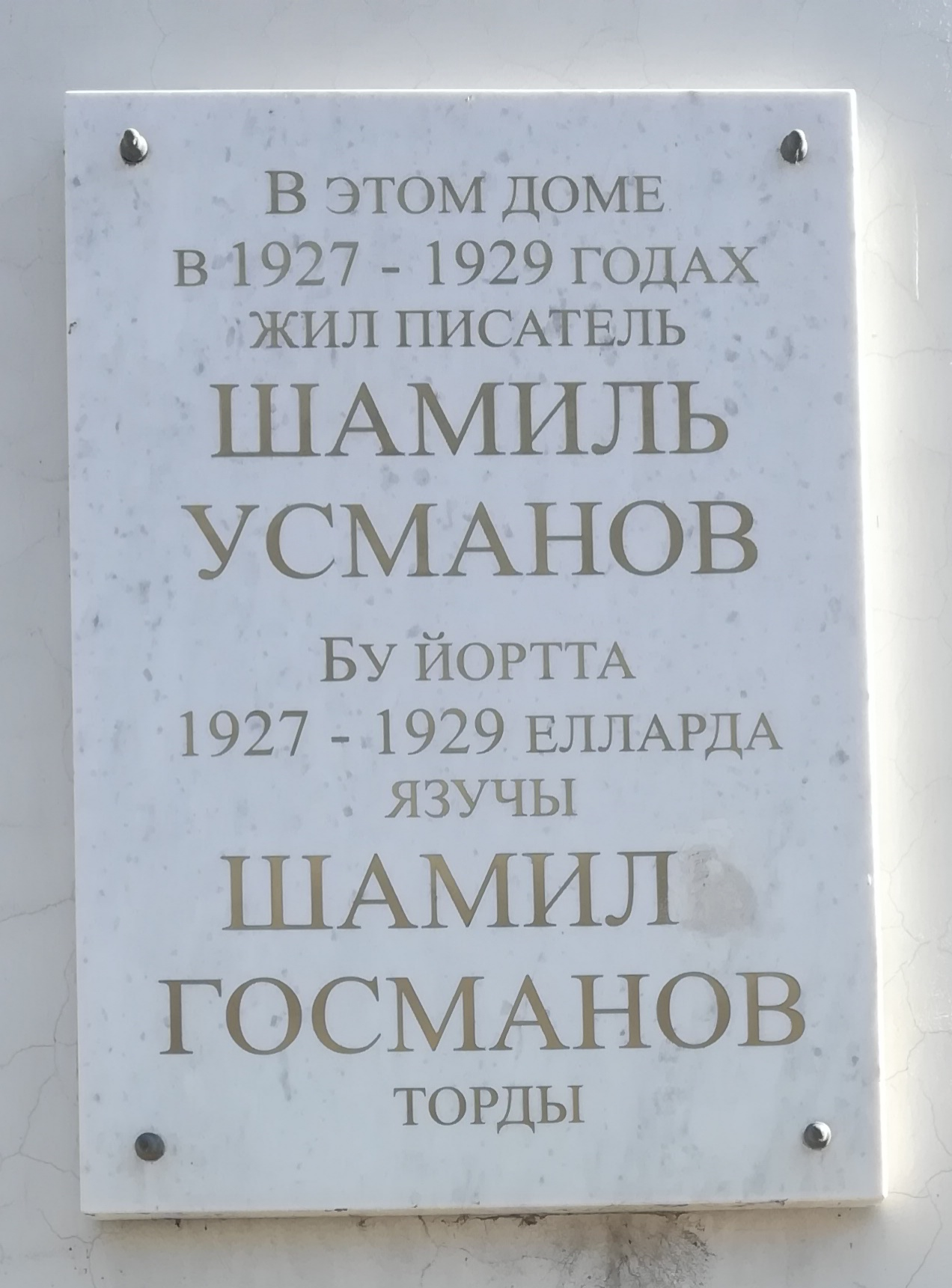
Мемориальная доска в память Шамиля Усманова в Казани, ул. Карла Маркса, 29

Именем Шамиля Усманова названа улица в Казани, где располагается здание государственной теле-радиокомпании Татарстана (ныне филиал ВГТРК), улицы в Набережных Челнах, Альметьевске, Бугульме, селе Новое Надырово Альметьевского района, деревне Азьмушкино Тукаевского района, пгт Балтаси.